# Подпорожский порт
Подпорожский речной порт — крупнейший промышленный объект на реке Свири (наряду с двумя Свирскими ГЭС) и один из самых больших речных портов Северо-Запада России. Грузооборот порта более 3 млн. тонн в год, длин причала 640 м, оборудован 22 мостовыми кранами грузоподъемностью по 16 тонн, владеет 70 различными судами.
Строительство перевалочного речного порта на правом берегу реки Свирь вблизи поселка Важины на 1055-м километре Волго-Балтийского водного пути началось в марте 1981 года и завершено в 1986 году. При наличии единой глубоководной транспортной сети европейской части СССР и развитии перевозок на судах «река-море» новый порт был необходим как связующее звено между речным и железнодорожным транспортом. Портовое оборудование позволяет обрабатывать одновременно до пяти теплоходов и производить разгрузку/погрузку судов, вагонов и автотранспорта по «прямому варианту». Подпорожский порт предназначен для перегрузки навалочных, насыпных и пакетированных грузов (каменного угля, серного колчедана, лесных и минерально-строительных материалов).
Появление порта способствовало развитию посёлка Никольский, однако вследствие распада СССР объём грузоперевозок сильно снизился. Результатом процедуры банкротства, запущенной в 2013 году, стала смена собственников предприятия.